# ハードドライビン
『ハードドライビン』 ( HARD DRIVIN' ) は、1989年にアタリから稼働されたアメリカのアーケード用ドライブゲーム（レースゲーム）である。現在はミッドウェイが権利を所有している。
「スーパーリアル・ドライビングシミュレーター」と銘打っている通り、リアルな感覚が特徴である。
1989年に欧州にて各種ホビーパソコンに移植された他、1990年にメガドライブ、1991年にAtari Lynxに移植されている。また、PlayStation 2用ソフト『ゲーセンUSA ミッドウェイアーケードトレジャーズ』（2006年）にアーケード版が収録されている。
北米および欧州においては、PlayStation 2、Xbox、ゲームキューブ用ソフト『Midway Arcade Treasures 2』（2004年）やWindows用ソフト『Midway Arcade Treasures Deluxe Edition』（2006年）にアーケード版が収録された。
メガドライブ版はゲーム誌『ファミコン通信』の「クロスレビュー」にてシルバー殿堂入りを獲得している。

## 概要
ポリゴンによって描かれたコース、筐体にはクラッチ付4段マニュアルとフォースフィードバック付大径ハンドルが特徴。パワーステアリングの装備が無い車という設定でハンドリングは重い。ゲームセンター用の筐体には1画面のものと3画面のものがある。
日本市場向けには、表示されるメッセージは直訳的な日本語に変更され、本作品のタイトルも画面上では「ハード ドライビイン」で、「コインをいれよ」などと表示される。ゲーム中のメッセージも「キーをまわせ」など、命令口調になっている。
アメリカ製のオリジナル版は右側通行などアメリカ仕様だが、日本向けバージョンでは左側通行に変更され、また速度計や標識の単位も合わせてキロメートル毎時となっている。しかし、画面のグラフィックや視点は左ハンドルのままで、運転感覚が微妙に異なる。

## ゲーム内容

### システム
ゲーム開始は、コイン投入後にイグニッションキーを模したスタートスイッチで行う。運転方法は4速MTと、ATが選択できた。ATの場合はいずれかのシフトポジションにシフトレバーを入れておかなければニュートラル扱いとなり、加速できない。
スタート直後、いきなり分かれ道が現れ選択を迫られる。一般道を模したスピードトラックと、360度空中ループ橋等のあるスタントトラックに分かれる。ここで躊躇すると、分岐点にある標識をなぎ倒して牛小屋に衝突することとなる。
まっすぐ行くとハイスピードなコーナリングをハンドルの反動に負けないようにねじ伏せながら、微妙なアクセルワークで駆け抜けるコースに、右に曲がればジャンプ跳ね橋や空中でループしている道路など、過去のゲームには無かった斬新なコースが味わえる。
クラッシュシーンにも独特の演出が施されており、事故が起きた直後に別の視点からリプレイしてくれる。このリプレイでの衝突シーンは完全弾性衝突を起こしている。
また、タイムエクステンド時には「ドーン」という重低音のインパクトある効果音が鳴る。

### その他
- チャンピオンシップラップの時、スピードトラック側には通行止めの看板が立っているが、それをなぎ倒してスピードトラックの方へ行く事ができる。しかも、それでシャドウカーに勝てば、ちゃんと勝った事になる。
- 立体交差下とスタート地点の間の左側に細い道が直角に出ているが、この先を進んでいくと「DIP」と書かれた看板が3つある。この看板をなぎ倒してさらに進んでいくと、紺色の丸い広場があり、その真ん中に黄緑色の塔が立っている。
- ハイスコア時の名前入力で、FUCKなどの忌避語を入力すると、表示される際に伏せ字になる。

## 移植版
| No. | タイトル                                       | 発売日                           | 対応機種                                            | 開発元                   | 発売元                                      | メディア                             | 型式                                                      | 売上本数 | 備考                                                 |
| --- | ---------------------------------------------- | -------------------------------- | --------------------------------------------------- | ------------------------ | ------------------------------------------- | ------------------------------------ | --------------------------------------------------------- | -------- | ---------------------------------------------------- |
| 1   | Hard Drivin'                                   | 1989年                           | Amiga Amstrad CPC Atari ST コモドール64 ZX Spectrum | テンゲン                 | Domark                                      | フロッピーディスク カセットテープ    | -                                                         | -        |                                                      |
| 2   | Hard Drivin'                                   | 1990年                           | PC/AT互換機                                         | テンゲン                 | Domark                                      | フロッピーディスク                   | -                                                         | -        |                                                      |
| 3   | ハードドライビン                               | 1990年12月21日 1990年 1991年12月 | メガドライブ                                        | Sterling Silver Software | テンゲン                                    | 2メガビットロムカセット              | T-48013 301017-0150 301017-0170                           | -        |                                                      |
| 4   | Hard Drivin'                                   | 1991年                           | Atari Lynx                                          | アタリ                   | アタリ                                      | ロムカセット                         | PA2044                                                    | -        |                                                      |
| 5   | Midway Arcade Treasures 2                      | 2004年10月11日 2004年10月29日    | PlayStation 2 Xbox ゲームキューブ                   | Backbone Entertainment   | ミッドウェイゲームズ                        | PS2・XB:DVD-ROM GC:8センチ光ディスク | PS2: SLUS-20997 SLES-52844 XB: MWO-3201W GC: DOL-GAYE-USA | -        | アーケード版の移植、ゲームキューブ版は北米のみの発売 |
| 6   | ゲーセンUSA ミッドウェイアーケードトレジャーズ | 2006年9月21日                    | PlayStation 2                                       | Digital Eclipse          | サクセス                                    | DVD-ROM                              | SLPM-66467                                                | -        | アーケード版の移植                                   |
| 7   | Midway Arcade Treasures Deluxe Edition         | 2006年2月17日 2006年3月17日      | Windows                                             | ミッドウェイゲームス     | ミッドウェイゲームス Zoo Digital Publishing | DVD-ROM                              | -                                                         | -        | アーケード版の移植                                   |

メガドライブ、Atari Lynx版
- Atari Lynx、メガドライブに移植されている。発売元はテンゲン。MT（マニュアルシフト）を選択すると、ギアチェンジ時にコントローラによるクラッチ操作が必要となり、まさに「ハード」なドライビングを体験できた。

## スタッフ
アーケード版
- プロジェクト・リーダー、ゲーム・デザイン、サウンド・システム、メカ・デザイン、フォース・シフター、アナログHW：リック・モンクリーフ
- テクニシャン、メカ・デザイン、サウンド・レコーディング、ダッシュボード・シフト、ゲーム・デザイン：エリック・ダーフィー
- ソフトウェア・デザイン、ゲーム・デザイン、カー・モデル、フォース・フィードバック・ステアリング、SWツール：マックス・ベヘンスキー
- ハードウェア・デザイン、セルフ・テスト、インスタント・リプレイ、インテジャー・3D・アルゴリズム、ゲーム・デザイン：ジェド・マーゴリン
- ゲーム・プログラミング、ディスプレイ・ソフトウェア、チャンピオンシップ・ラップ、ゲーム・デザイン：ステファニー・モット
- キャビネット・デザイン：マイク・ジャン、ケン・ハタ
- グラフィック：サム・コムストック、クリス・モーザー、デボラ・ショート
- ディスプレイ・マス・ソフトウェア：ジム・モリス
- アディショナル・プログラミング：ゲーリー・スターク
- アディショナル・ハードウェア：ドン・パオーウ
- マーケティング：リンダ・ヘーマー、マリー・フジハラ
- セール：シェーン・ブレークス
- メカニカル・デザイン：ジャックス・アクニン、ミルト・ローパー、ジェフ・バーカー
- テスト・ドライバー：ダグ・ミリケン、デイヴ・シェパード
- 音楽：ドン・ディークナイテ
- マネージメント：ダン・ヴァン・エルデレン、ライル・レインズ、中島秀樹

メガドライブ版
- プログラミング、グラフィック：スターリング・シルバー・ソフトウェア、デニス・コブル、リー・アクター
- サウンド：リサ・チン、ドン・ディークナイテ、アレックス・ルディス
- イラストレーション、グラフィック、パッケージ・デザイン：ルイ・スー・サエコウ
- サンクス：ユルゲン・フリードリッヒ、テンゲン・ハード・ドライバーズ

## 評価
メガドライブ版
- ゲーム誌『ファミコン通信』の「クロスレビュー」では合計30点（満40点）でシルバー殿堂入りを獲得した[7]。

- ゲーム誌『メガドライブFAN』の読者投票による「ゲーム通信簿」での評価は以下の通り18.93点（満30点）となっている[1]。また、同雑誌1993年7月号特別付録の「メガドライブ&ゲームギア オールカタログ'93」では、「ただ走るだけのゲームだが、障害物の動きなどがリアルで、不思議と楽しめる」と再現度に関して肯定的なコメントで紹介されている[1]。

| 項目 | キャラクタ | 音楽 | 操作性 | 熱中度 | お買得度 | オリジナリティ | 総合  |
| 得点 | 2.97       | 2.67 | 2.90   | 3.26   | 3.07     | 4.06           | 18.93 |

- ゲーム本『メガドライブ大全』（2004年、太田出版）では、「見かけのCGは素朴・・・・・・を通り越してショボイ。ドライブゲームの肝である車も、牛乳パックの紙細工にしか見えない。そんな余裕のないポリゴン財政の中で、牛に数ポリゴンを食い潰させたこだわりが『テンゲンらしさ』なのだ」と、グラフィックに関して否定的な評価をする一方、ユーモアセンスに関して肯定的な評価を下している[17]。

## 続編
レースドライビン（1990年）
- 前作のコースに加えて、短いサーキット風のコースと、「スーパースタントコース」が追加された。スーパースタントコースは、「垂直の壁でターン」「360度ループの頂点部だけ床がなくなっている」「長距離のジャンプ」など、さらに過激さを増す。車種もオープンカーやNASCAR風レーシングカーなどが追加されている。ジェネシス（海外版メガドライブ）に移植されており、日本でも発売予定とされていたが、後に中止となっている。なお、このジェネシス版では、表示能力の問題からガケ沿いを走り抜けるコースが、ジェットコースターのような「空中に浮いた一本道」となってしまっているなど、アーケード版のコースを完全再現したものではない。

Hard Drivin's Airborne（1993年）
- ハードやグラフィックデザインなどを踏襲しているが、自車は走行中に飛行機へ変態できるという奇抜な設定である。日本市場にはほとんど出回らなかった。

レースドライビン（レースドライビン・ア・ゴー! ゴー!）（サターン版1995年、プレイステーション版1996年）
- セガサターンとPlayStationに移植。レースドライビンに、さらにスポーツカータイプや三輪軽トラックなど使用できる車種を追加、コースにテクスチャーマッピングを施した「リアルモード」を追加したもの。オリジナルのままの「アーケードモード」もある。PlayStation版は『レースドライビン・ア・ゴーゴー』というタイトル。両ハード版とも当初は本体と同時発売を予定していたが開発の遅れから何度も発売が延期され、サターン版は1995年8月、プレイステーション版は1996年6月に発売された。